# Durham (Maine)
Durham ist eine Town im Androscoggin County des Bundesstaates Maine in den Vereinigten Staaten. Im Jahr 2020 lebten dort 4137 Einwohner in 1660 Haushalten auf einer Fläche von 101,1 km² (laut Volkszählung von 2020).

## Geographie
Nach dem United States Census Bureau hat Durham eine Gesamtfläche von 101,11 km², von der 99,14 km² Land sind und 1,97 km² aus Gewässern bestehen.

### Geographische Lage
Durham liegt im Südosten des Androscoggin Countys und grenzt im Süden und Osten an das Cumberland County. Im Norden wird das Gebiet der Town durch den Androscoggin River begrenzt, im Süden der Town befindet sich der Runaround Pond. Mehrere kleinere Bäche münden nordwärts fließend in den Androscoggin River. Die Oberfläche der Town ist eher eben, ohne größere Erhebungen.

### Nachbargemeinden
Alle Entfernungen sind als Luftlinien zwischen den offiziellen Koordinaten der Orte aus der Volkszählung 2010 angegeben.
- Norden: Lisbon, 5,7 km
- Osten: Brunswick, 17,3 km
- Süden: Freeport, 6,0 km
- Südwesten: Pownal, 6,6 km
- Westen: New Gloucester, 18,9 km
- Nordwesten: Auburn, 14,4 km

### Stadtgliederung
In Durham gibt es zwei größere Siedlungen, zentral gelegen die South West Bend und östlich davon Plumber Mill. Weitere Siedlungen sind Bowie Hill, Crossman Corner, Shiloh, South Durham und West Durham.

### Klima
Die mittlere Durchschnittstemperatur in Durham liegt zwischen −6,1 °C (21° Fahrenheit) im Januar und 21,7 °C (71° Fahrenheit) im Juli. Damit ist der Ort gegenüber dem langjährigen Mittel der USA um etwa 10 Grad kühler. Die Schneefälle zwischen Oktober und Mai liegen mit über fünfeinhalb Metern knapp doppelt so hoch wie die mittlere Schneehöhe in den USA, die tägliche Sonnenscheindauer liegt am unteren Rand des Wertespektrums der USA. Die tägliche Sonnenscheindauer liegt am unteren Rand des Wertespektrums der USA.

## Geschichte
Die Stadt wurde unter dem Namen Royalsborough gegründet, nachdem David Dunning am 14. November 1761 zu diesem Zweck sechs Quadratmeilen Land für 33 Pfund erworben hatte. Die Stadt wurde damals nach Isaac Royal, einem britischen General, benannt. Die tatsächliche Besiedlung des Geländes begann erst einige Jahre nach dem Landkauf. Ein Müller namens Samuel Gerrish gilt 1769 als erster Siedler. Das Gelände war damals bewaldet und musste vor der Errichtung von Häusern und Straßen gerodet werden. 1776 gab es 25 Siedler im heutigen Durham. 1778 erhielt Durham unter seinem heutigen Namen das Stadtrecht. Damals lebten etwa 700 Personen in 70 Familien dort.

### Einwohnerentwicklung
| Volkszählungsergebnisse – Town of Durham, Maine | Volkszählungsergebnisse – Town of Durham, Maine | Volkszählungsergebnisse – Town of Durham, Maine | Volkszählungsergebnisse – Town of Durham, Maine | Volkszählungsergebnisse – Town of Durham, Maine | Volkszählungsergebnisse – Town of Durham, Maine | Volkszählungsergebnisse – Town of Durham, Maine | Volkszählungsergebnisse – Town of Durham, Maine | Volkszählungsergebnisse – Town of Durham, Maine | Volkszählungsergebnisse – Town of Durham, Maine | Volkszählungsergebnisse – Town of Durham, Maine |
| Jahr                                            | 1700                                            | 1710                                            | 1720                                            | 1730                                            | 1740                                            | 1750                                            | 1760                                            | 1770                                            | 1780                                            | 1790                                            |
| ----------------------------------------------- | ----------------------------------------------- | ----------------------------------------------- | ----------------------------------------------- | ----------------------------------------------- | ----------------------------------------------- | ----------------------------------------------- | ----------------------------------------------- | ----------------------------------------------- | ----------------------------------------------- | ----------------------------------------------- |
| Einwohner                                       |                                                 |                                                 |                                                 |                                                 |                                                 |                                                 |                                                 |                                                 |                                                 | 724                                             |
| Jahr                                            | 1800                                            | 1810                                            | 1820                                            | 1830                                            | 1840                                            | 1850                                            | 1860                                            | 1870                                            | 1880                                            | 1890                                            |
| Einwohner                                       | 1242                                            | 1772                                            | 1562                                            | 1731                                            | 1836                                            | 1886                                            | 1623                                            | 1350                                            | 1253                                            | 1111                                            |
| Jahr                                            | 1900                                            | 1910                                            | 1920                                            | 1930                                            | 1940                                            | 1950                                            | 1960                                            | 1970                                            | 1980                                            | 1990                                            |
| Einwohner                                       | 1230                                            | 1625                                            | 1144                                            | 806                                             | 784                                             | 1050                                            | 1086                                            | 1264                                            | 2074                                            | 2842                                            |
| Jahr                                            | 2000                                            | 2010                                            | 2020                                            | 2030                                            | 2040                                            | 2050                                            | 2060                                            | 2070                                            | 2080                                            | 2090                                            |
| Einwohner                                       | 3381                                            | 3848                                            | 4137                                            |                                                 |                                                 |                                                 |                                                 |                                                 |                                                 |                                                 |

## Kultur und Sehenswürdigkeiten

### Bauwerke
In Durham wurden vier Gebäude unter Denkmalschutz gestellt und ins National Register of Historic Places aufgenommen:
- Bagley-Bliss House, aufgenommen 1996, Register-Nr. 96000242
- Nathaniel Osgood House, aufgenommen 1985, Register-Nr. 85000608
- Union Church, aufgenommen 2001, Register-Nr. 01000810
- West Durham Methodist Church, aufgenommen 2003, Register-Nr. 03000291

## Wirtschaft und Infrastruktur

### Verkehr
Die Maine State Route 136 führt in nordsüdlicher Richtung von Auburn im Norden, zunächst entlang des Androscoggin Rivers dann nach Freeport im Süden. Aus Pownal im Südwesten kommend verläuft die Maine State Route 9 in nordöstlicher Richtung nach Lisbon Falls. Durch den Osten der Town, ebenfalls in nordsüdlicher Richtung, verläuft die Maine State Route 125. Die Interstate 295 verläuft nur wenig außerhalb der östlichen Grenze der Town.

### Öffentliche Einrichtungen
In Durham gibt es kein eigenes Krankenhaus. Die nächstgelegenen Krankenhäuser befinden sich in Freeport, Brunswick und Lisbon.

### Bildung
Durham gehört mit Freeport und Pownal zur Regional School Unit 5. In Durham befindet sich die Durham Community School, eine Gemeinschaftsschule mit Klassen von Pre-Kindergarten bis zum 8. Schuljahr.
Folgende Schulen stehen im Schulbezirk zur Verfügung:
- Freeport High School in Freeport (9. bis 12. Schuljahr)
- Freeport Middle School in Freeport (6. bis 8. Schuljahr)
- Mast Landing School in Freeport (3. bis 5. Schuljahr)
- Morse Street School in Freeport (Preschool)
- Durham Community School in Durham (Pre-Kindergarten bis zum 8. Schuljahr)
- Pownal Elementary School in Pownal (Pre-Kindergarten bis zum 5. Schuljahr)

Durham hat keine eigene Bibliothek. Die nächsten Bibliotheken befinden sich in Freeport und Lisbon Falls.

## Persönlichkeiten

### Söhne und Töchter der Stadt
- Nelson Dingley (1832–1899), Politiker und von 1874 bis 1876 Gouverneur von Maine

### Persönlichkeiten, die vor Ort gewirkt haben
- Frank Sandford (1862–1948), Prediger, Prophet und Gemeinschaftsgründer The Kingdom in Durham
- Stephen King (* 1947) verbrachte einen Teil seiner Kindheit in Durham.[12] Inspiriert durch ein Spukhaus in Durham entstand Stephen Kings Haus der Verdammnis.